# Galería de Arte Walker
La Galería de Arte Walker (en inglés: Walker Art Gallery) es una galería de arte británica, ubicada en Liverpool, que alberga una de las colecciones artísticas más grandes de Inglaterra fuera de Londres. Es parte del grupo National Museums Liverpool y se promociona como «la National Gallery del Norte» porque no es una galería local o regional, sino que forma parte del conjunto de los museos y galerías nacionales administrados directamente por los fondos del gobierno central.

## Historia de la galería y orígenes de la colección

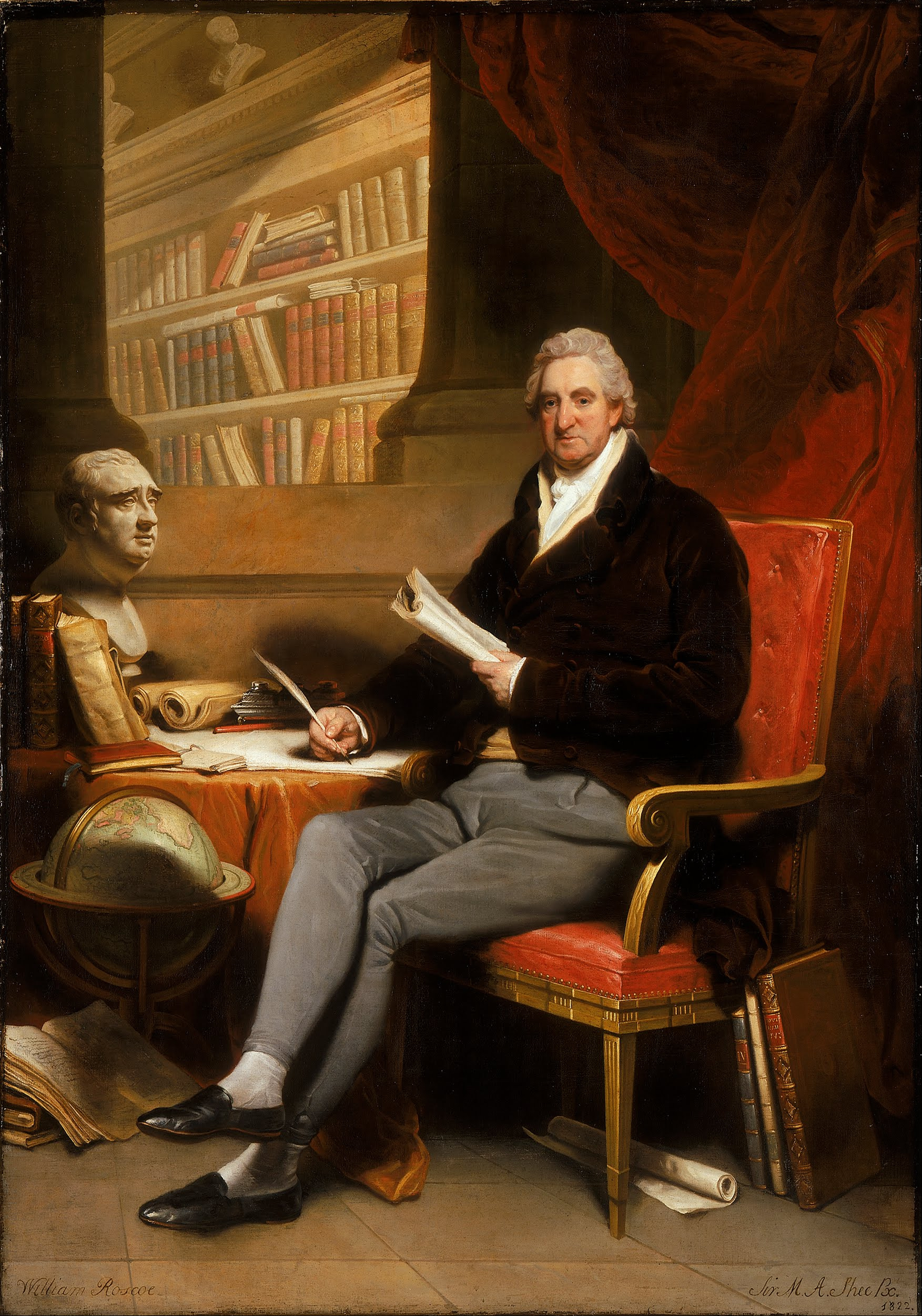
Martin Archer Shee - William Roscoe, cuya colección fue la fundadora de la galería.

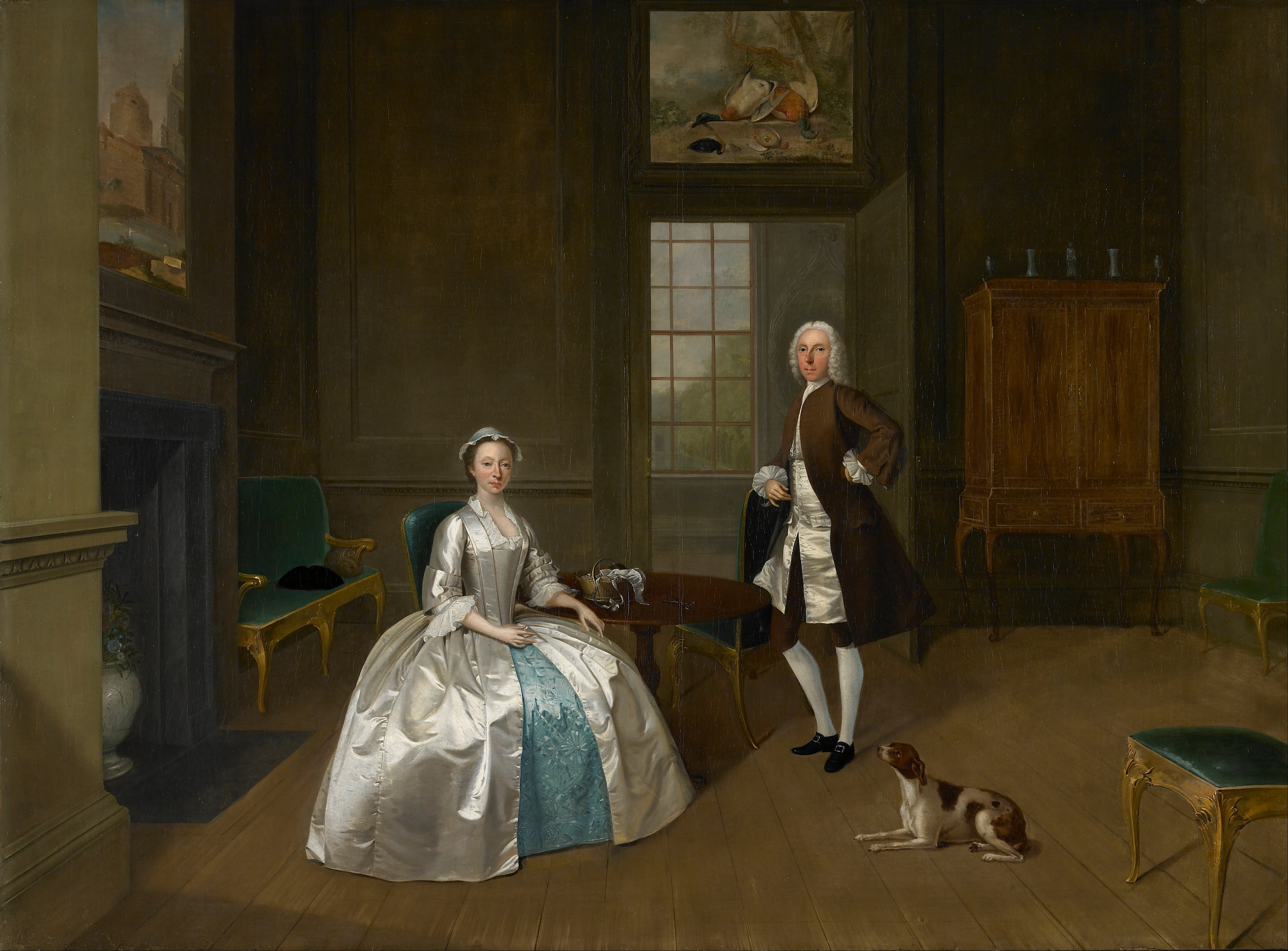
Arthur Devis - Mr and Mrs Atherton

La colección de la Walker Art Gallery data de 1819 cuando la Liverpool Royal Institution adquirió 37 pinturas de la colección de William Roscoe, que tuvo que vender su colección particular tras fracasar su negocio bancario, aunque fue salvada de ser destruida por sus amigos y asociados.
En 1843, la colección de la Royal Institution se expuso en una galería especialmente diseñada al lado de las instalaciones principales de la institución. En 1850, las negociaciones con una asociación de ciudadanos para que se hiciera cargo de la colección de la institución, con la propuesta de mostrarlas en una galería de arte con biblioteca y museo, no llegaron a nada.
La colección creció durante las siguientes décadas: en 1851, el Ayuntamiento de Liverpool compró la colección de diplomas de la Liverpool Academy y se adquirieron más obras de la Liverpool Society for the Fine Arts, fundada en 1858. La competencia entre la Academia y la Sociedad acabó por colapsar a ambas.
La William Brown Library and Museum abrió en 1860, nombrada en honor a un comerciante de Liverpool cuya generosidad permitió al Ayuntamiento actuar basándose en una Ley del Parlamento de 1852 que permitió el establecimiento de una biblioteca pública, un museo y una galería de arte, y en 1871 el consejo organizó la primera Exposición de Otoño de Liverpool, que se celebró en la nueva biblioteca y museo.
El éxito de la exposición permitió a la Biblioteca, el Museo y el Comité de Arte comprar obras para la colección permanente del consejo, comprando alrededor de 150 obras entre 1871 y 1910. Las obras adquiridas incluyeron las obras maestras And When Did You Last See Your Father?, de William Frederick Yeames, y Dante's Dream, de Dante Gabriel Rossetti.

## Fundación
Diseñada por los arquitectos locales Cornelius Sherlock y H. H. Vale, la Walker Art Gallery fue inaugurada el 6 de septiembre de 1877 por Edward Henry Stanley, 15.° conde de Derby. Lleva el nombre de su benefactor fundador, sir Andrew Barclay Walker (1824-1893), un exalcalde de Liverpool y un rico cervecero nacido en Ayrshire que expandió el negocio familiar a Inglaterra y se trasladó a vivir a Gateacre.
En 1893, la Liverpool Royal Institution colocó su colección en préstamo a largo plazo a la galería y en 1948 presentó la colección de William Roscoe y otras obras. Esto ocurrió durante la reconstrucción de la posguerra cuando se cerró la galería, reabriéndose en 1951. Durante la Segunda Guerra Mundial, el edificio de la Galería fue ocupada por el Ministerio de Alimentos y la colección se dispersó por seguridad.
Las ampliaciones de la galería se inauguraron en 1884 y 1933 (después de un cierre de dos años) cuando la galería volvió a abrir con una exposición que incluía a Picasso y Gauguin. En 2002, la galería volvió a abrir después de una importante remodelación.
En 1986, la galería alcanzó el estado nacional, como parte de los Museos y Galerías Nacionales en Merseyside.

Maestros antiguos
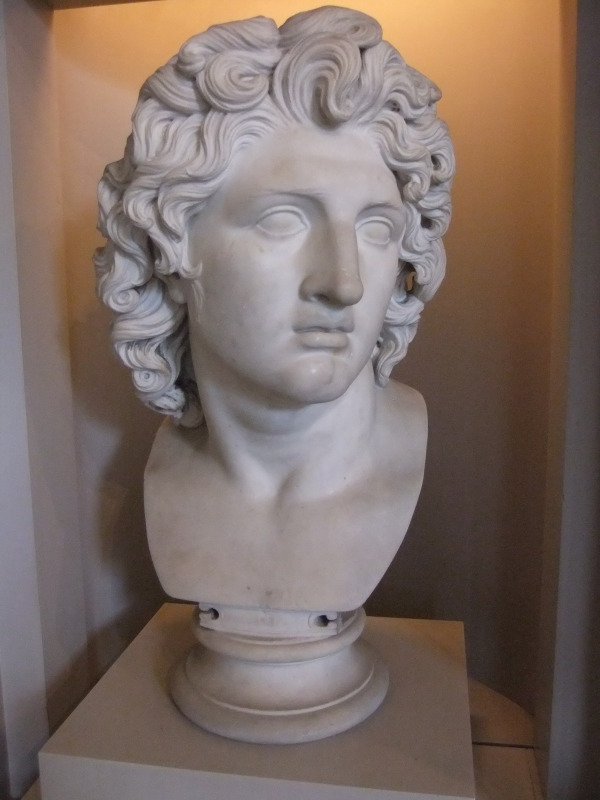
Busto de Alejandro Magno
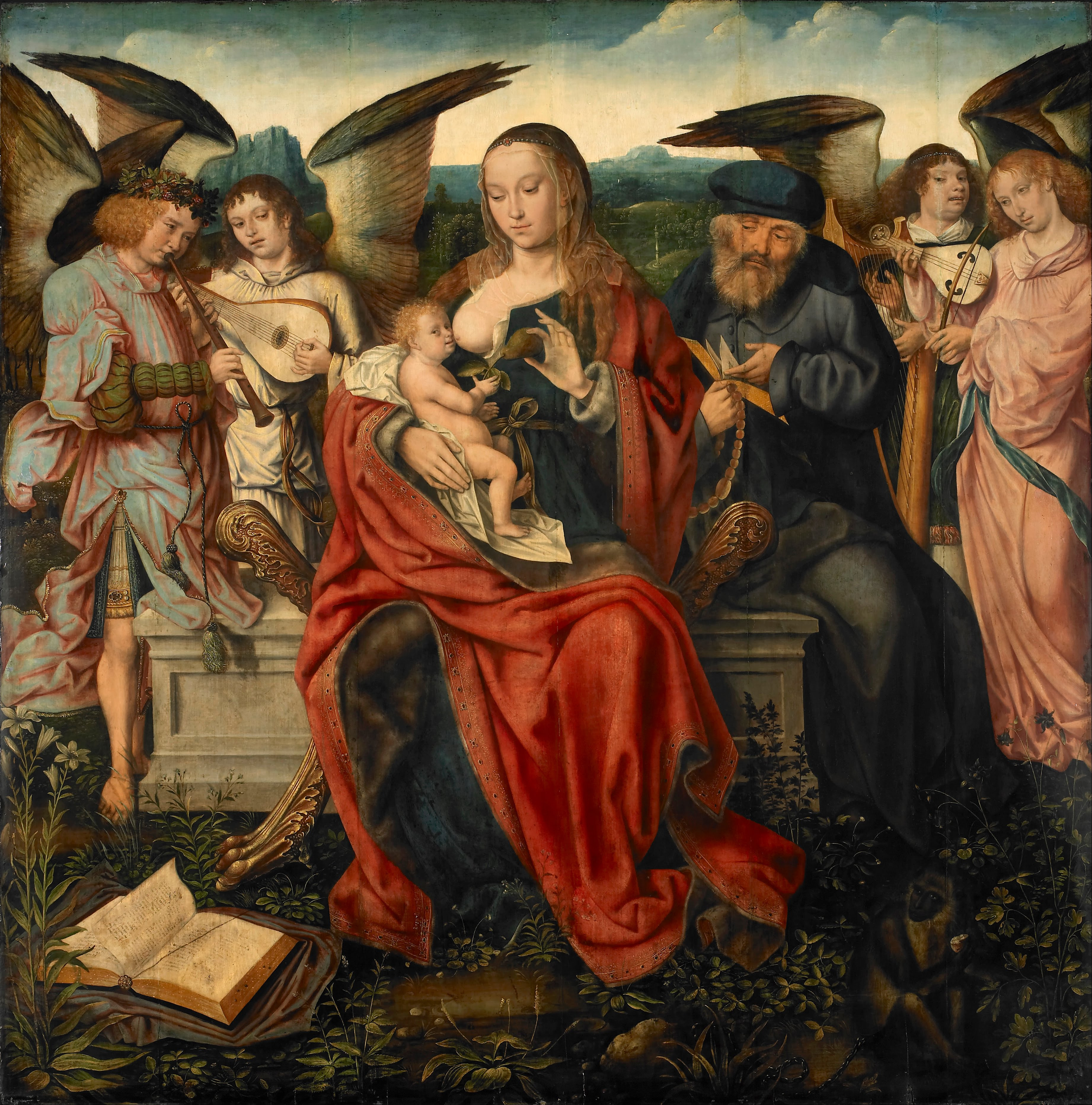
Sagrada Familia con ángeles músicos
Hans Holbein el Joven - Retrato de Enrique VIII
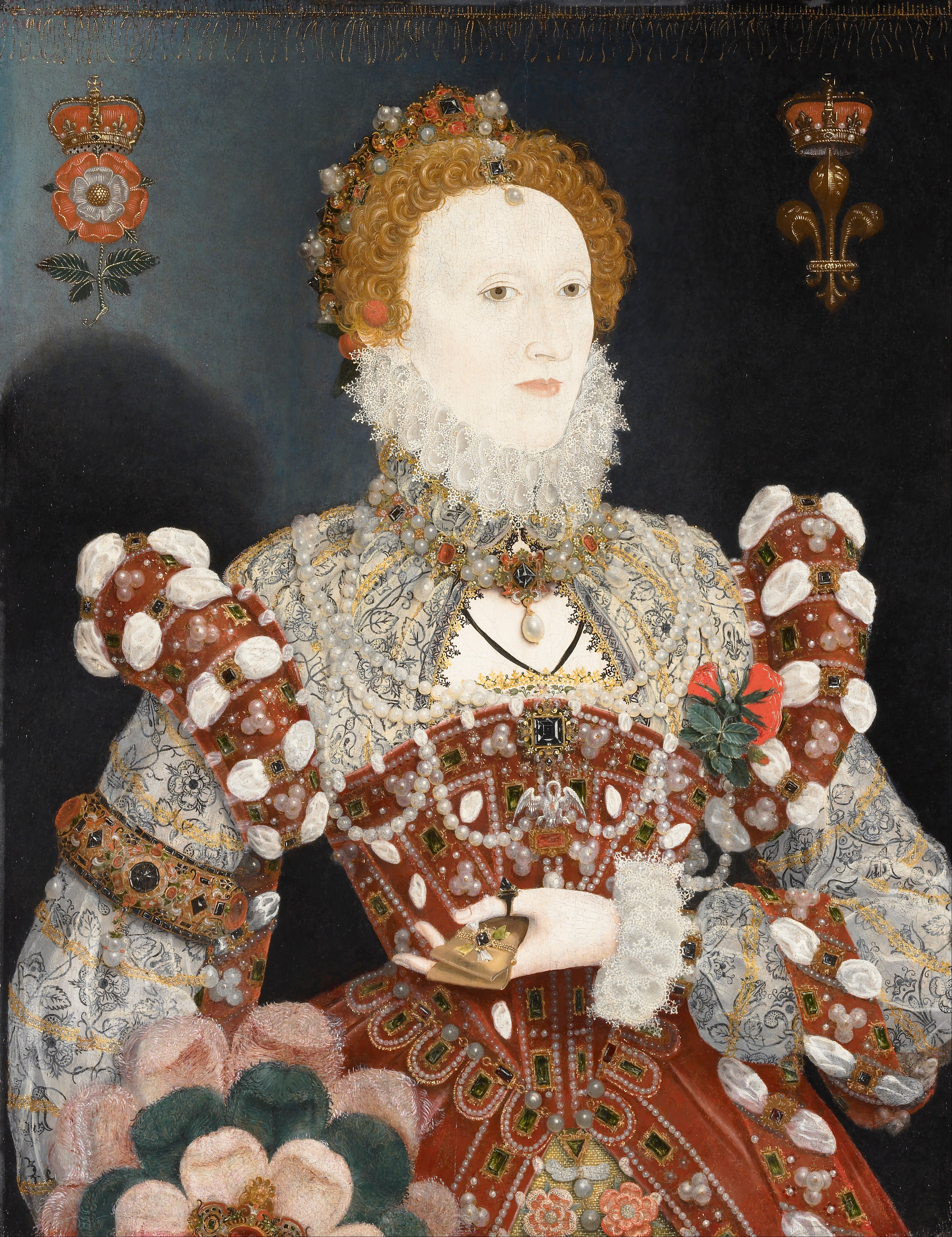
Nicholas Hilliard - Retrato de la reina Isabel I
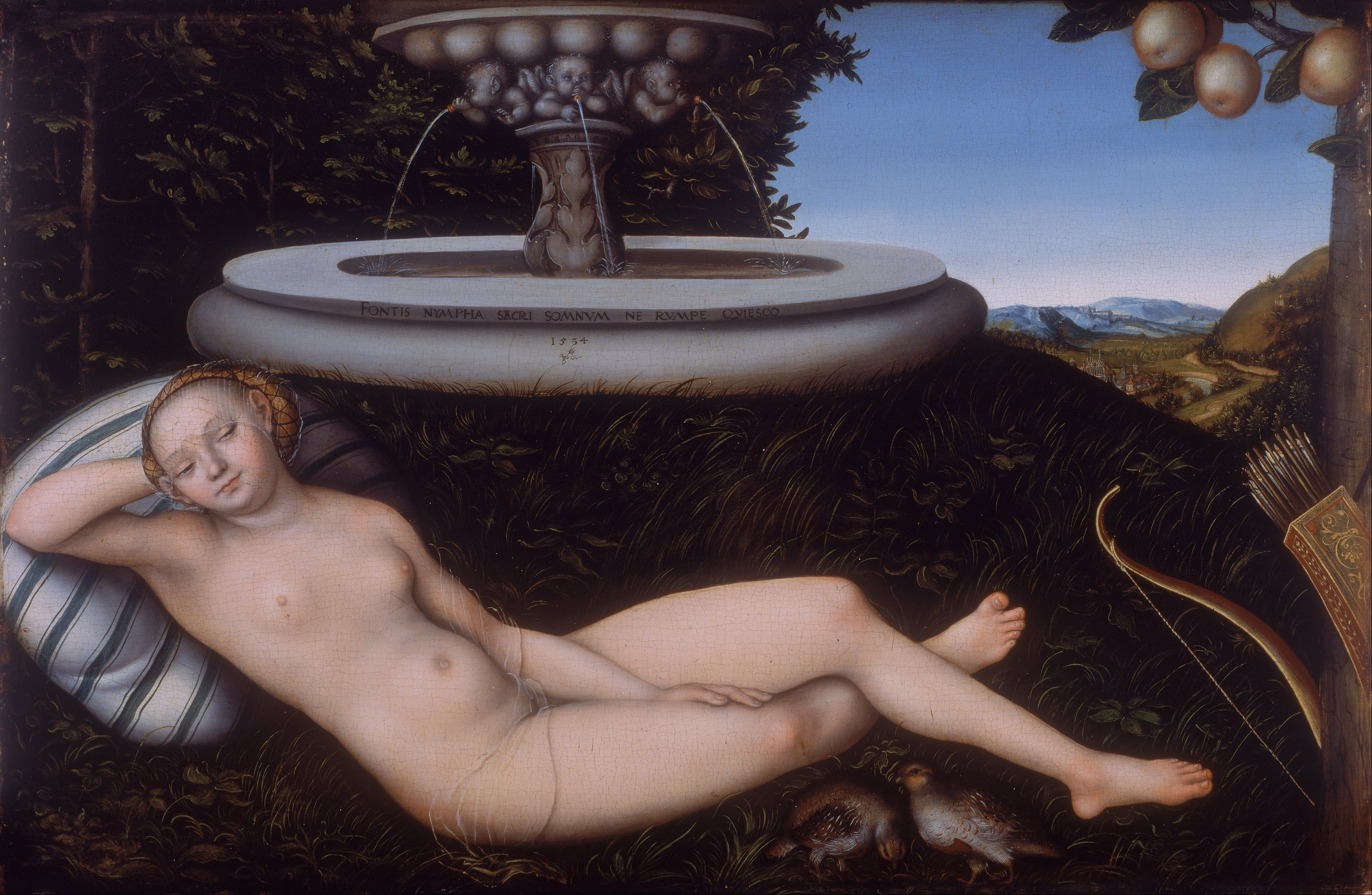
Lucas Cranach el Viejo - La ninfa de la fuente
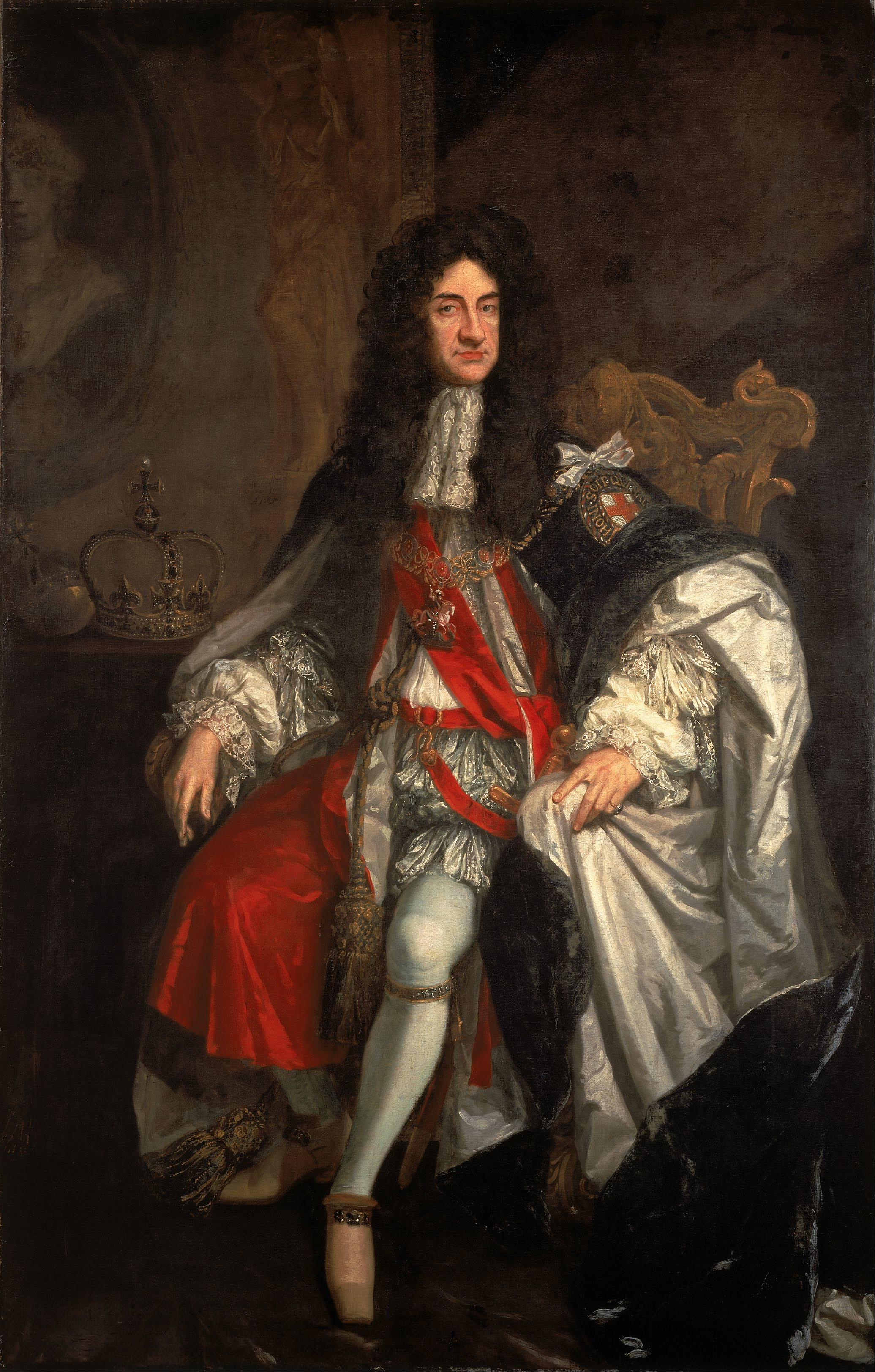
Godfrey Kneller - El rey Carlos II
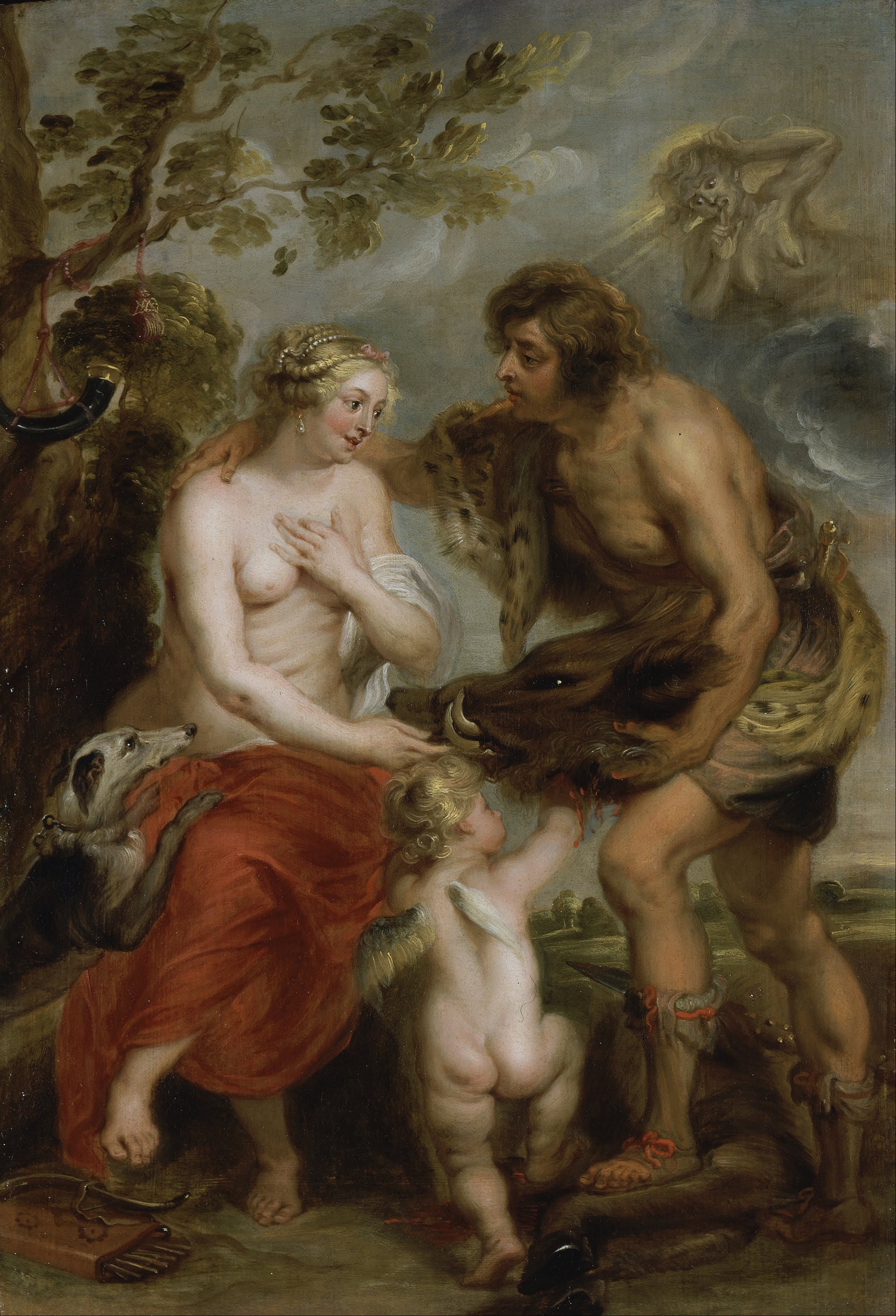
Pedro Pablo Rubens - Meleagro y Atalanta

## Colección
La colección del Walker incluye pinturas italianas y neerlandesas de 1300-1550, arte europeo de 1550-1900 —incluidas obras de Rembrandt, Poussin, Mengs, Gustave Doré y Degas—, arte británico de los siglos XVIII y XIX —incluida una gran colección de pinturas victorianas y muchas obras prerrafaelitas—, una amplia colección de grabados, dibujos y acuarelas, obras del siglo XX de artistas como Lucian Freud, David Hockney, Gilbert & George y una importante colección de esculturas. La selecta colección de artes menores o decorativas abarca una amplia gama, desde marfiles góticos hasta cerámicas británicas, llegando a la actualidad.
La primera exposición del Premio de Pintura Contemporánea John Moores se celebró en 1957. Auspiciada por sir John Moores, fundador de Littlewoods, el concurso se ha celebrado cada dos años desde entonces y es el mayor premio de pintura en el Reino Unido.
Hay un programa regular de exposiciones temporales que en 2009-2010 ha incluido a Aubrey Williams, Bridget Riley, Sickert y Freud.
En 2004, la galería organizó The Stuckists Punk Victorian, la primera exposición nacional del museo del movimiento artístico stuckismo. La galería también participa en la Bienal de Liverpool.
La galería se encuentra en William Brown Street (la única calle del Reino Unido que consiste en nada más que museos, galerías y bibliotecas) en un edificio neoclásico.
El área vecina incluye la William Brown Library,  el World Museum Liverpool, el St George's Hall, la columna de Wellington, la estación Lime Street y la entrada al túnel de Queensway. La otra gran galería de arte de Liverpool es el Tate Liverpool, en el Albert Dock, que alberga arte moderno.
El 17 de diciembre de 2011, la Walker Art Gallery recibió una nueva incorporación a su colección: una estatua de un sacerdote vandalizada por Banksy. El renombrado artista del grafiti ha cortado la cara de un busto de piedra del siglo XVIII y pegado a una selección de azulejos del baño. El retrato resultante 'pixelado' se titula Cardenal Sin y se cree que es un comentario sobre el escándalo de abusos en la Iglesia y su posterior encubrimiento. Esta pieza de arte se muestra en la sala III, que es una de las galerías de los maestros antiguos del siglo XVII.
A partir del 2 de julio de 2013, la escultura La Masseuse, de Edgar Degas, anteriormente propiedad de Lucian Freud, encontró un hogar permanente en la Walker Art Gallery, gracias al sistema de donación de pagos implementado por el Arts Council England.

Vistas del museo
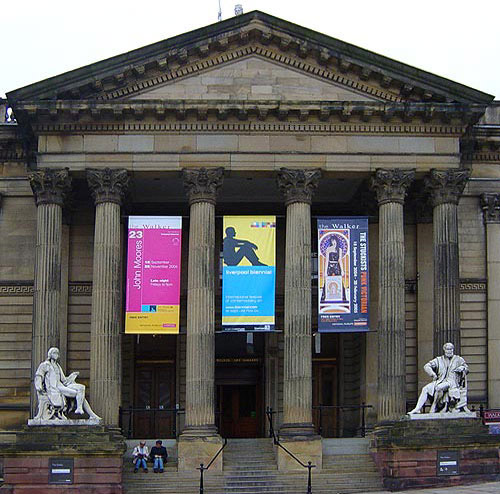
Fachada del museo
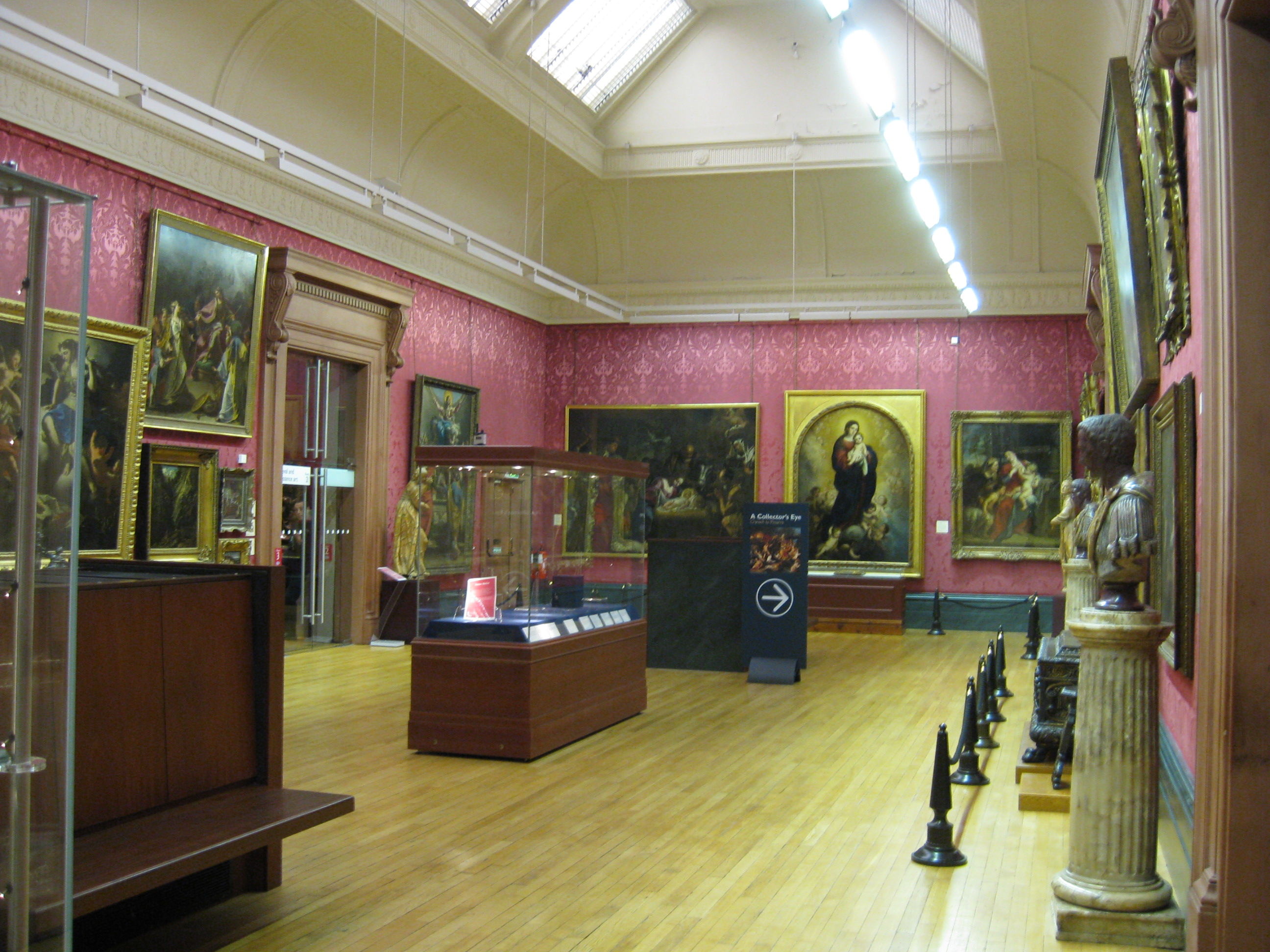
Galería
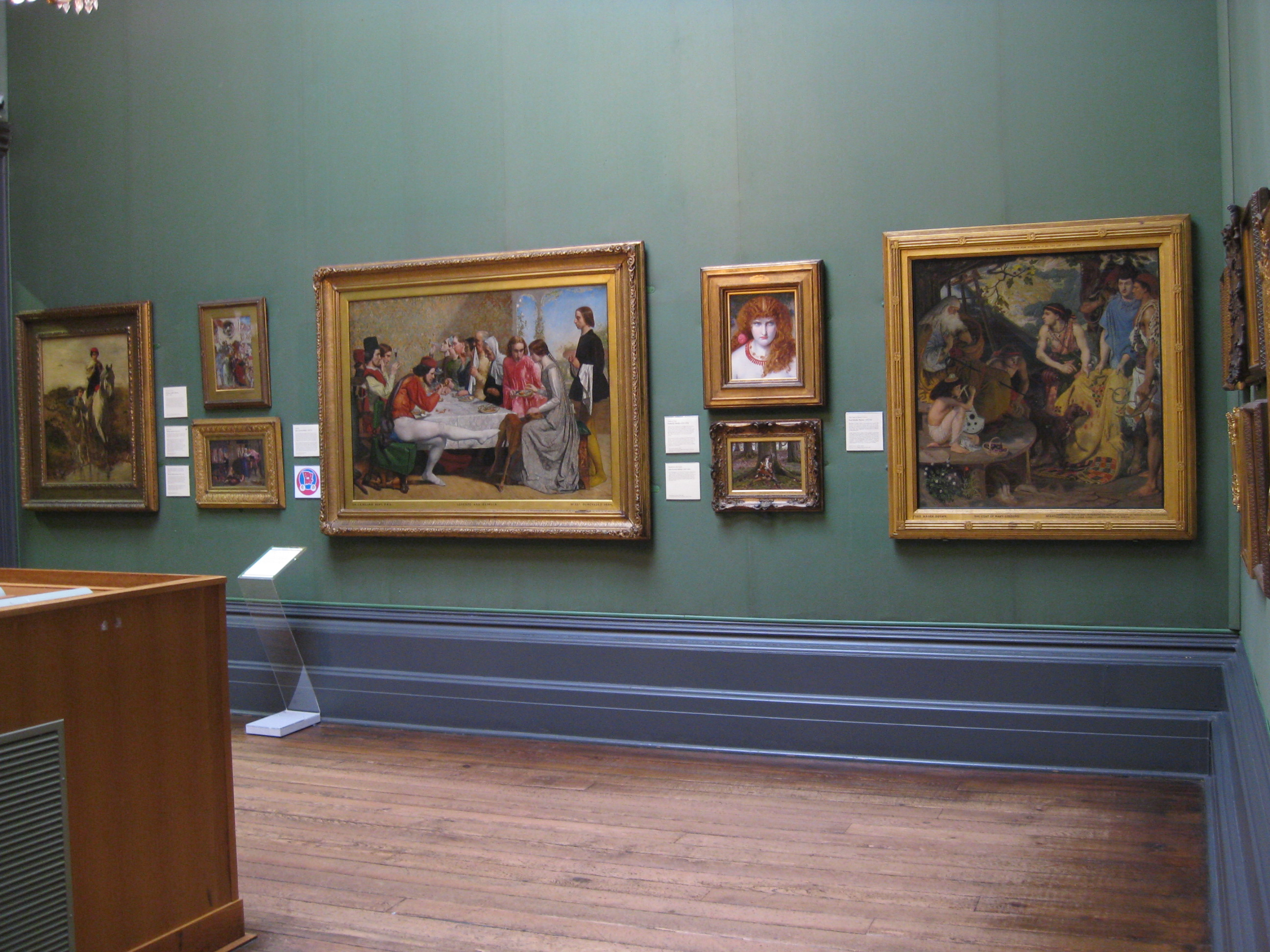
Parte de la Colección prerrafaelita
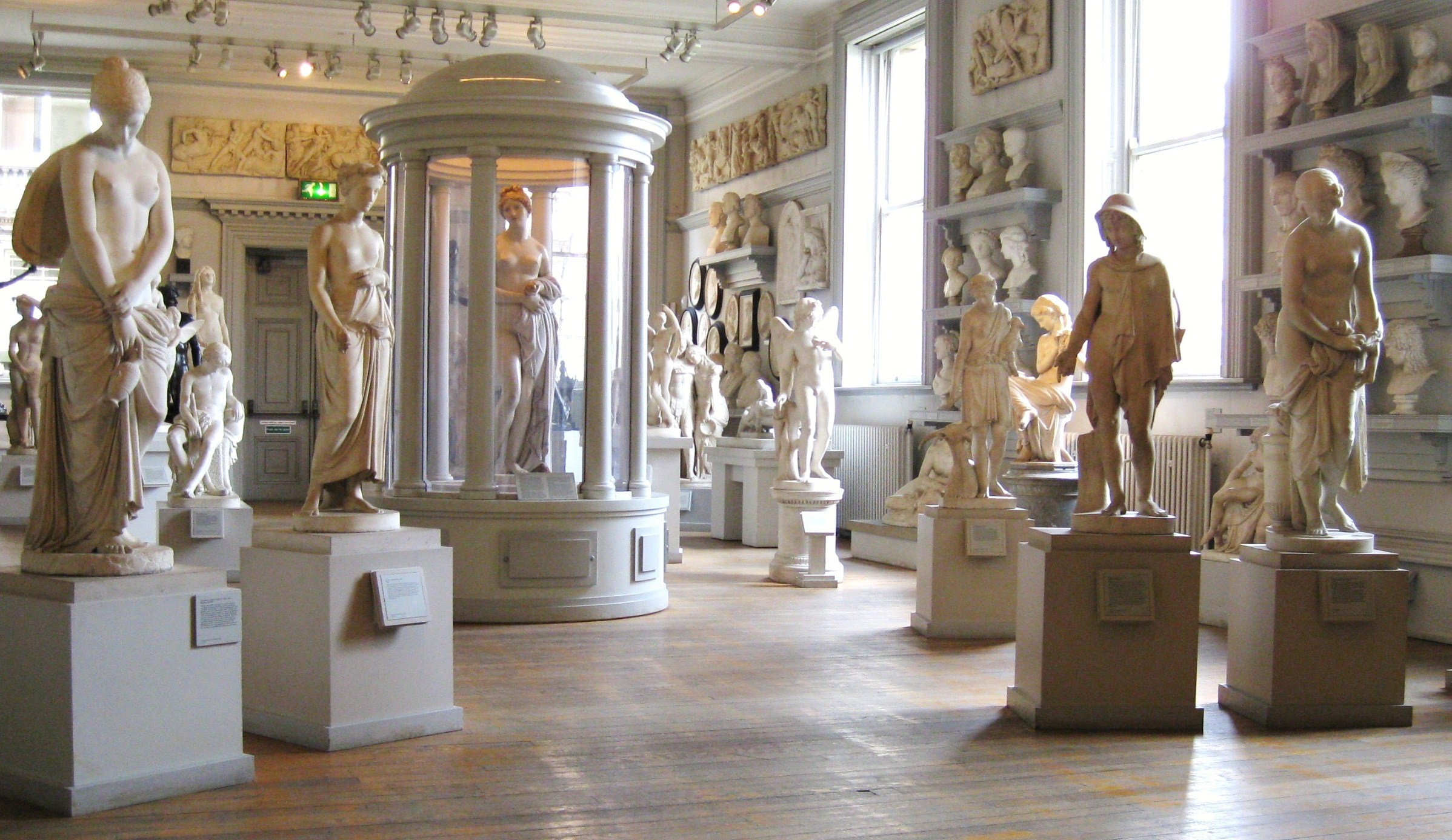
Galería de esculturas

## Galería

Obras destacadas
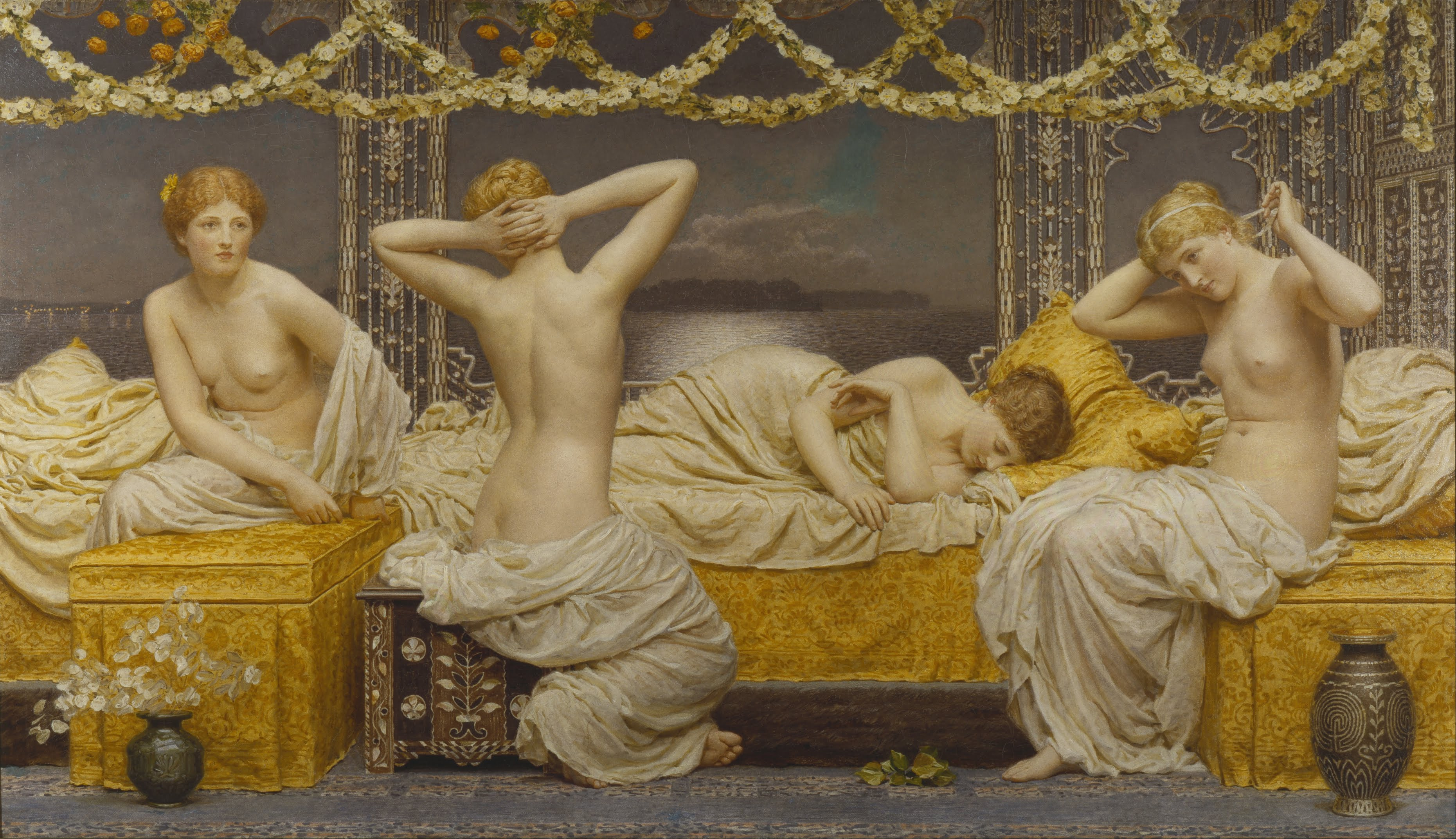
Albert Joseph Moore - Una noche de verano
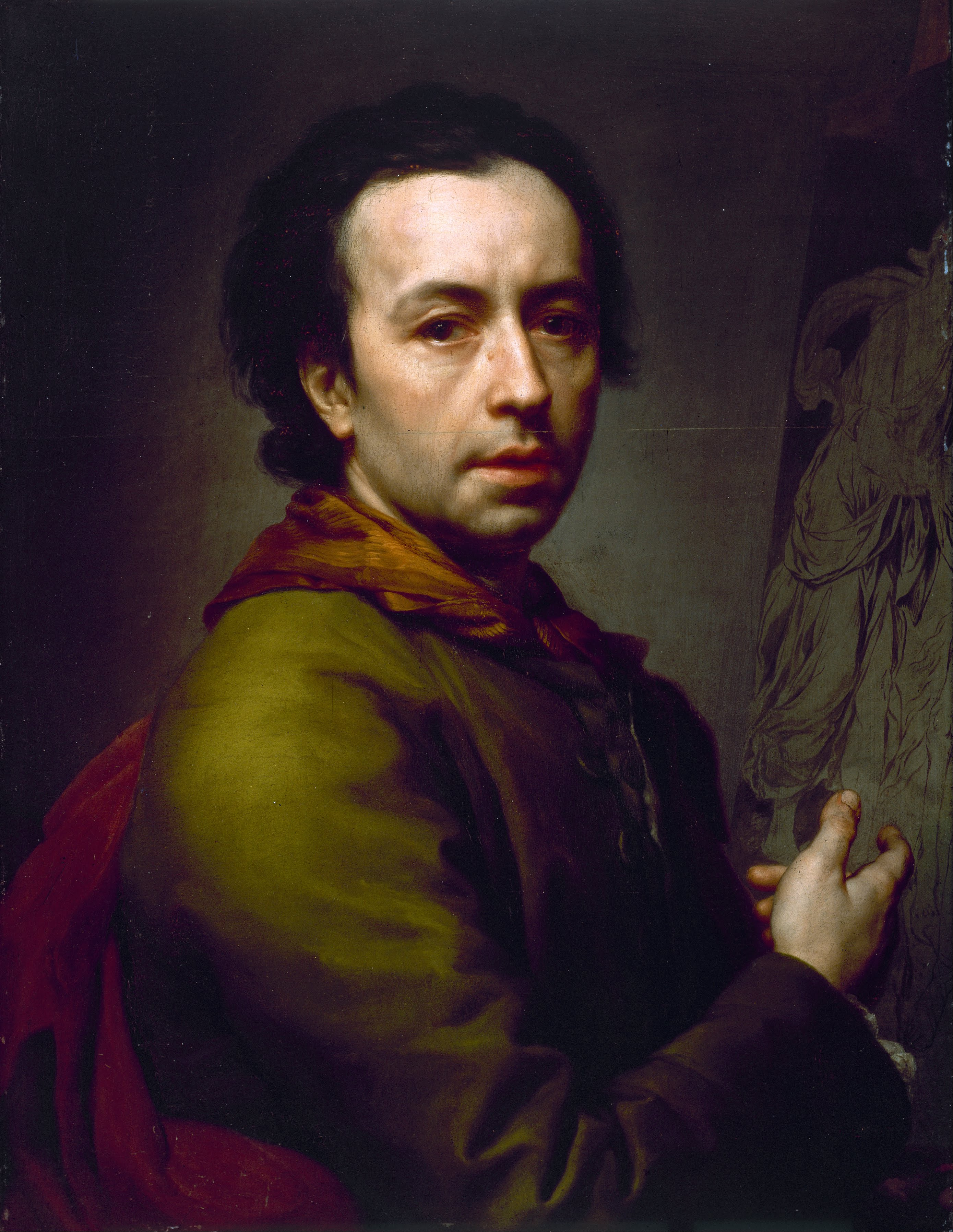
Anton Raphael Mengs - Autorretrato
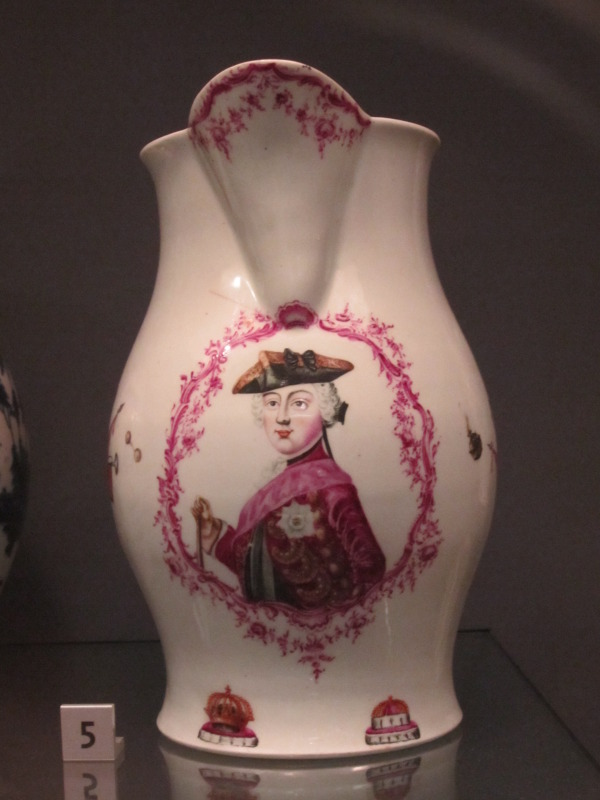
Jarra de porcelana de Federico II el Grande
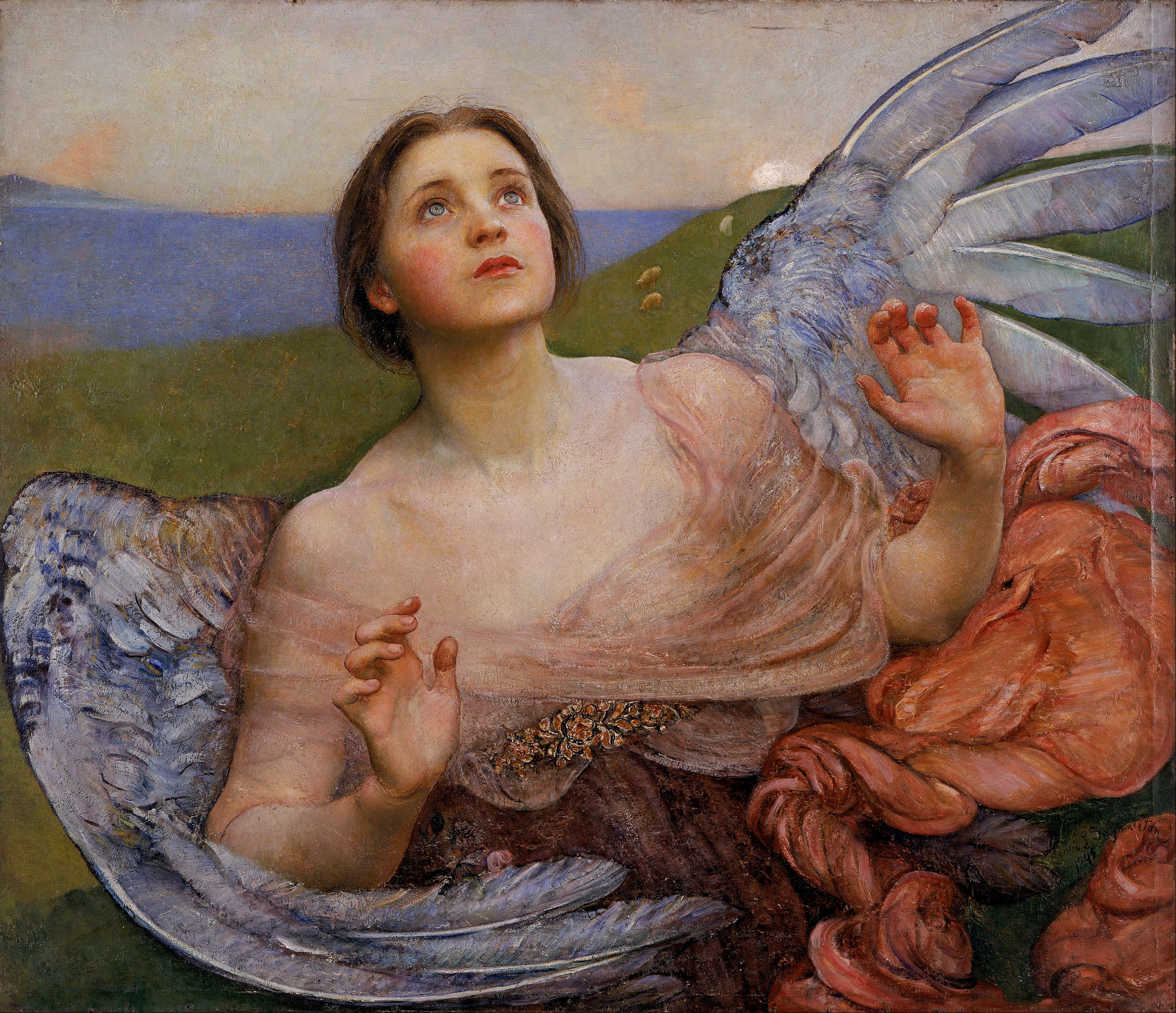
Annie Louisa Swynnerton (de soltera, Robinson) - El sentido de la vista
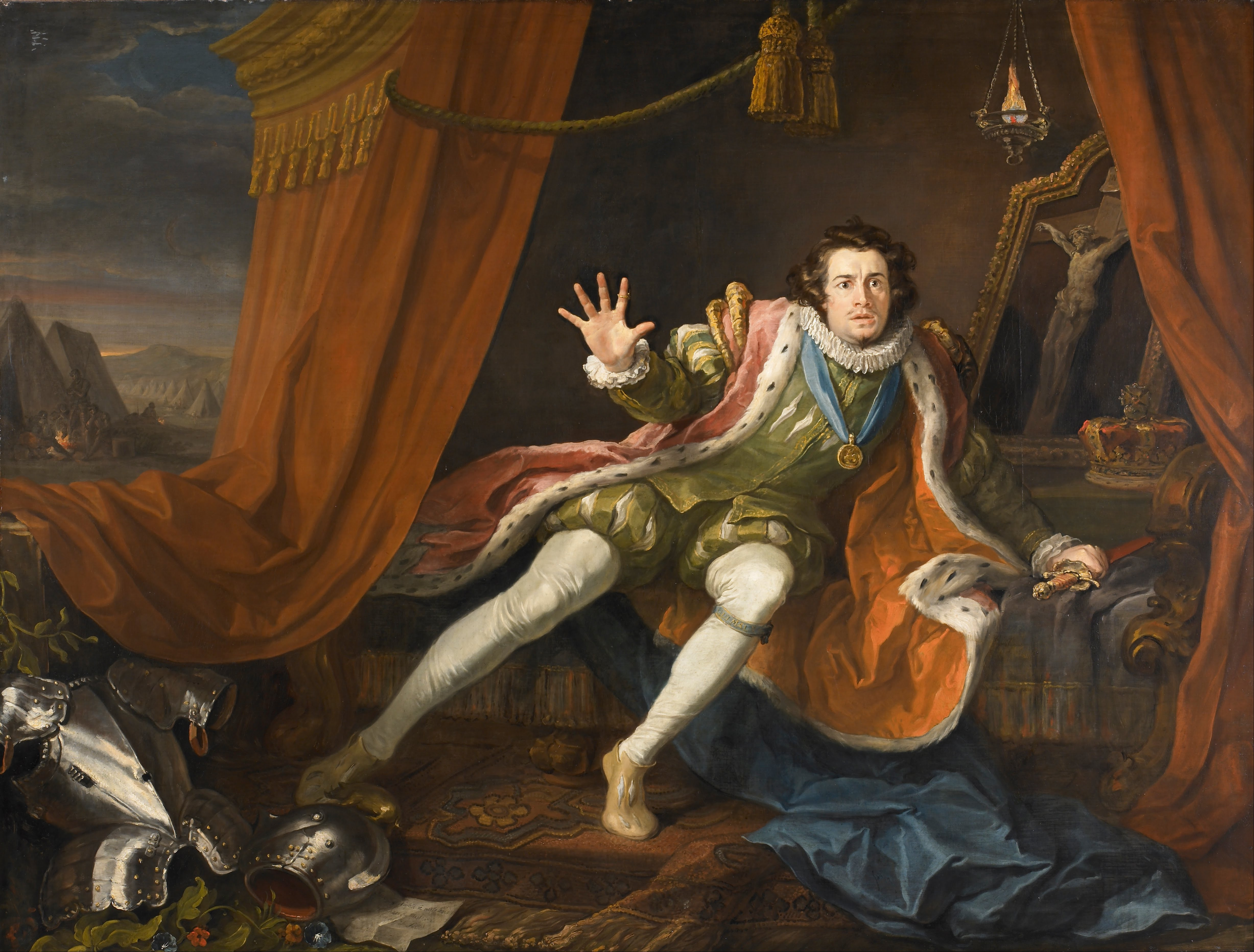
William Hogarth - David Garrick como Ricardo III
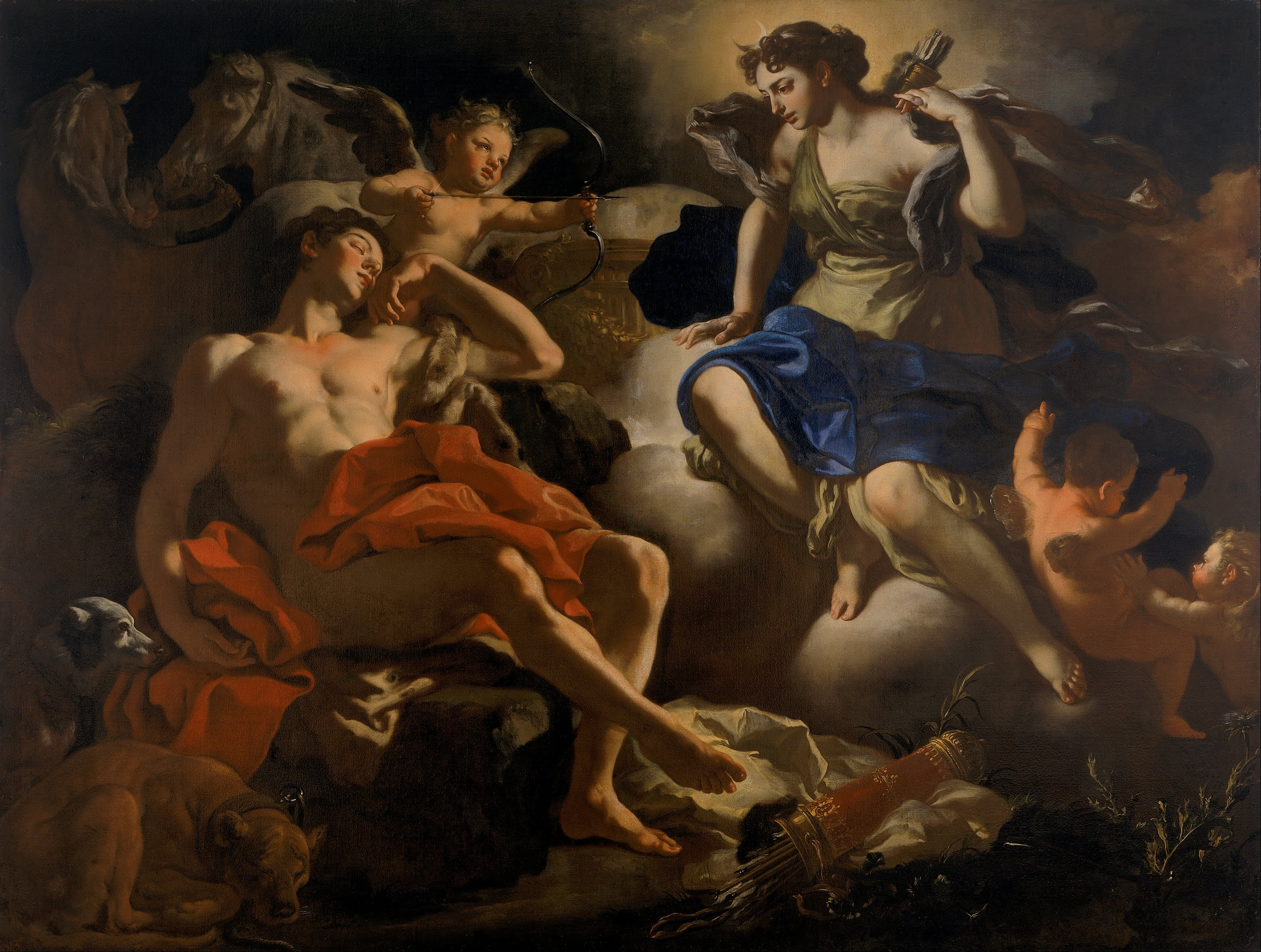
Francesco Solimena - Diana y Endimión
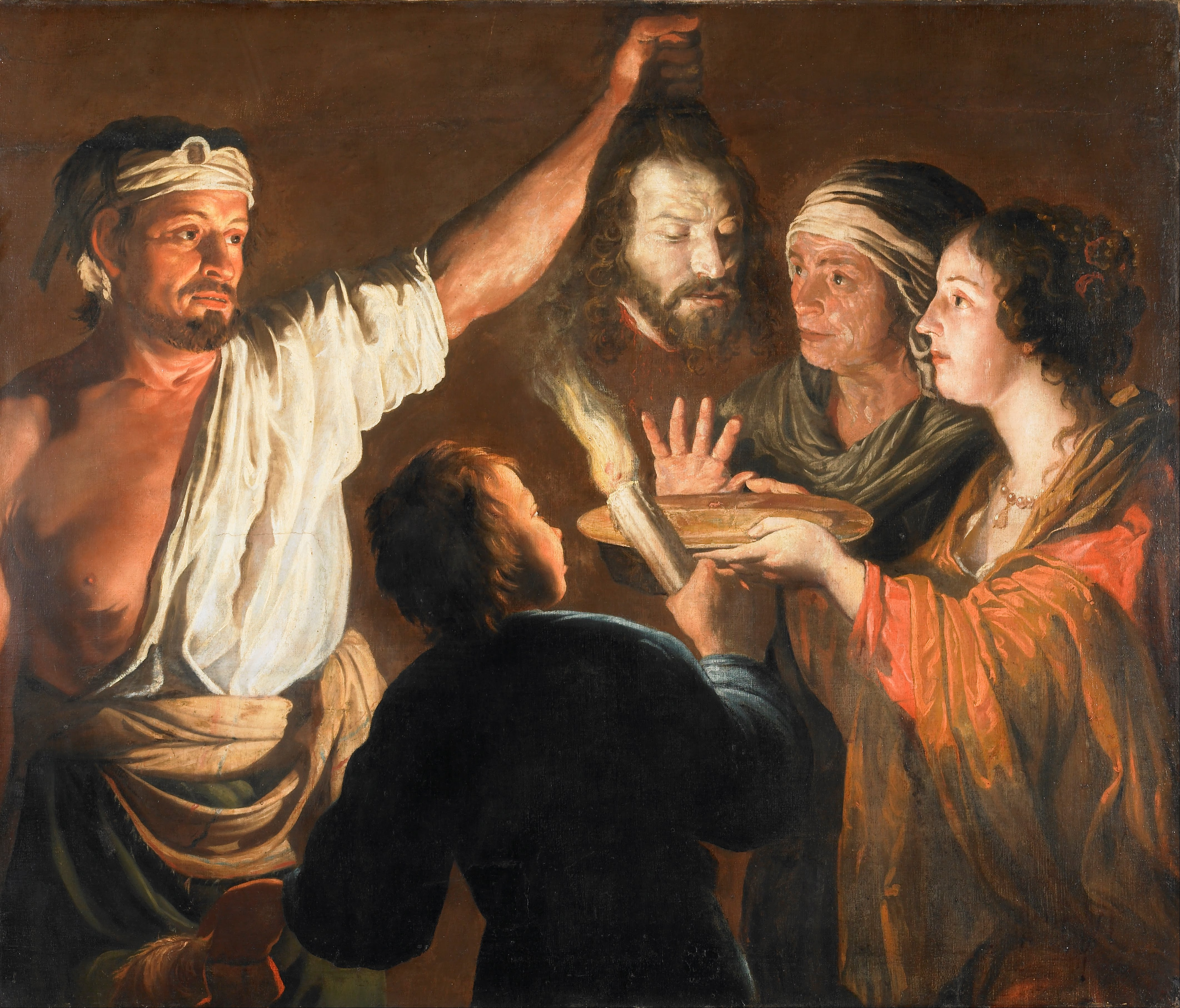
William Dobson - Ejecución de Juan el Bautista
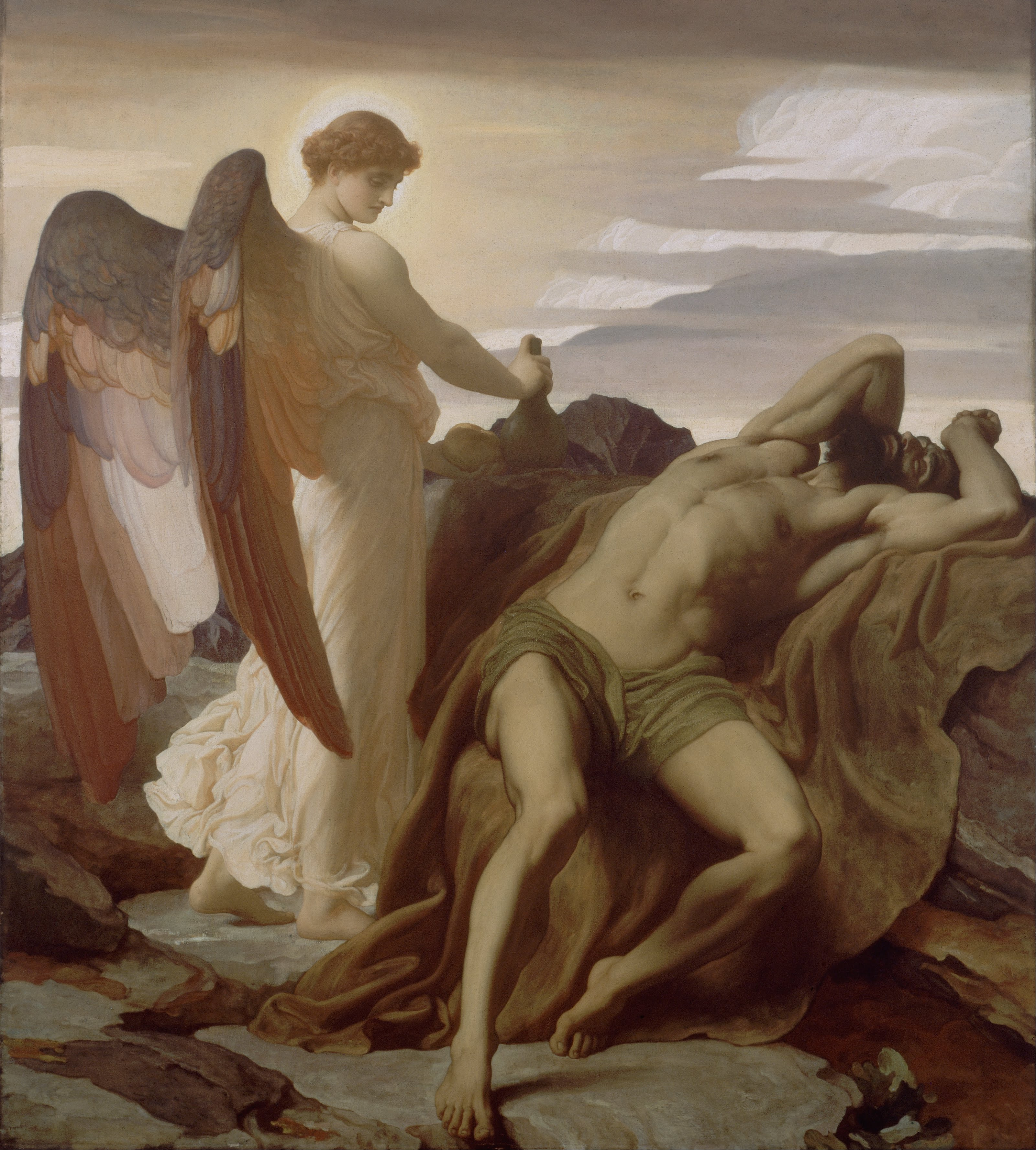
Lord Frederic Leighton - Elías en el desierto
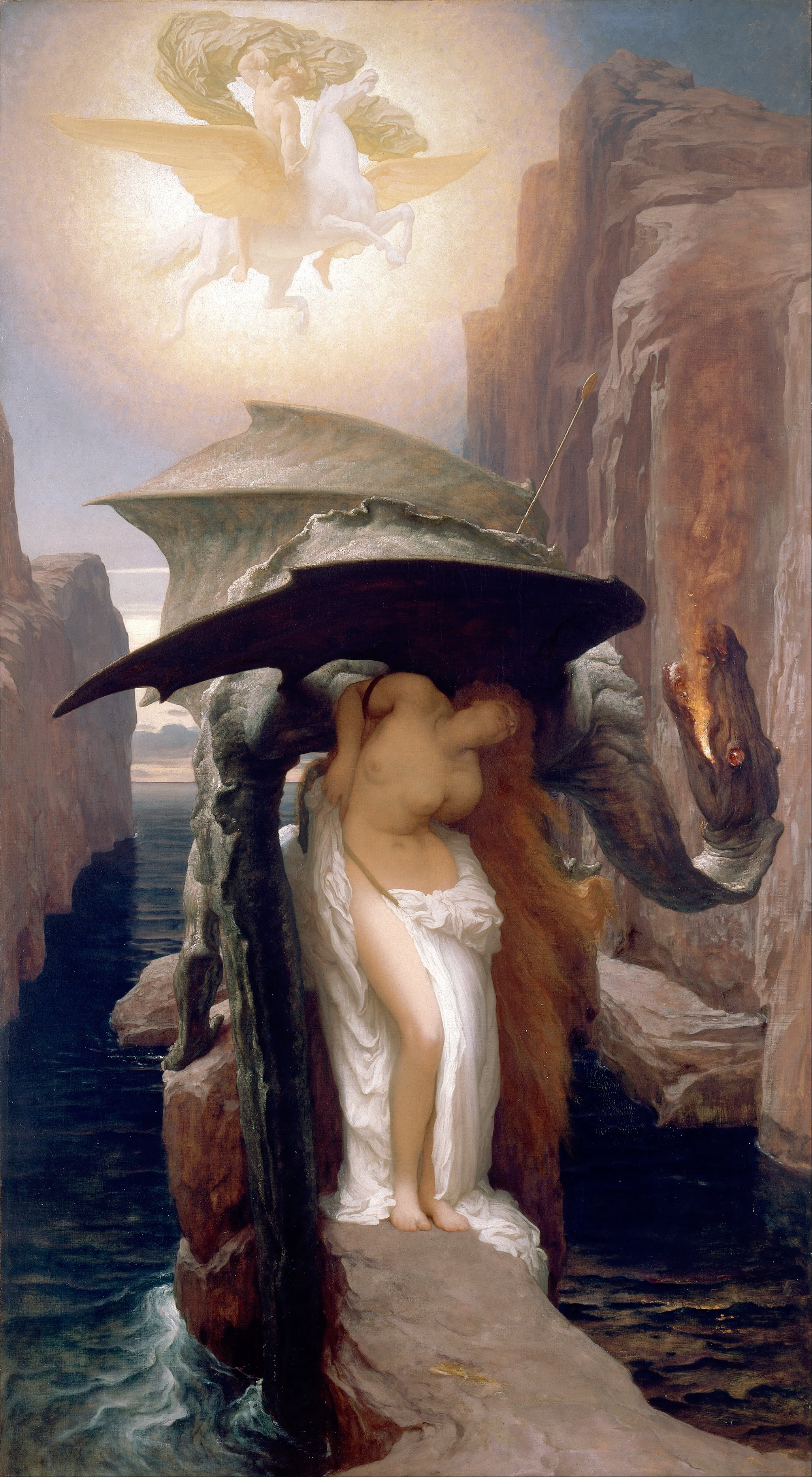
Lord Frederic Leighton - Perseo y Andrómeda
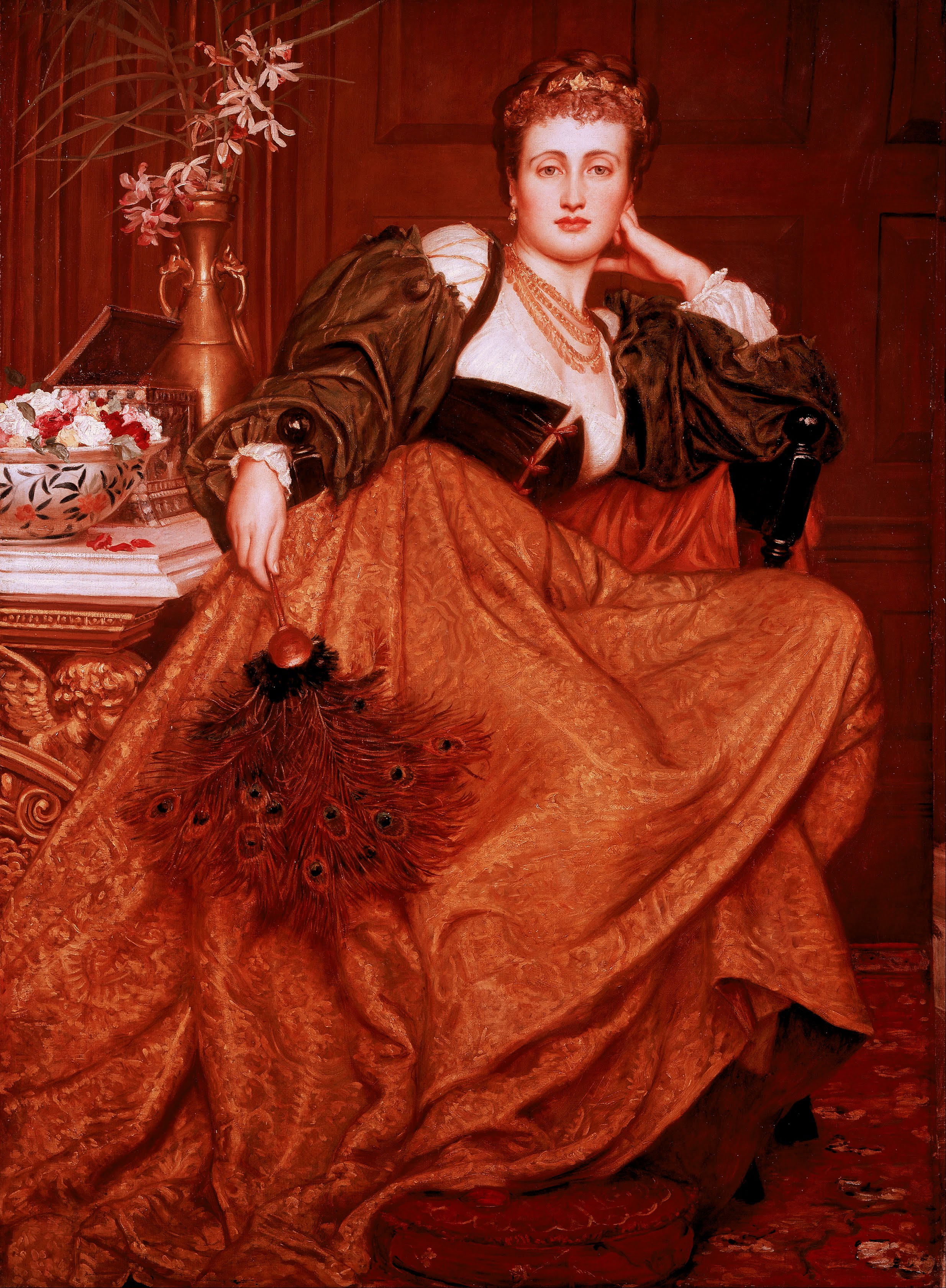
Valentine Cameron Prinsep - Leonora de Mantua
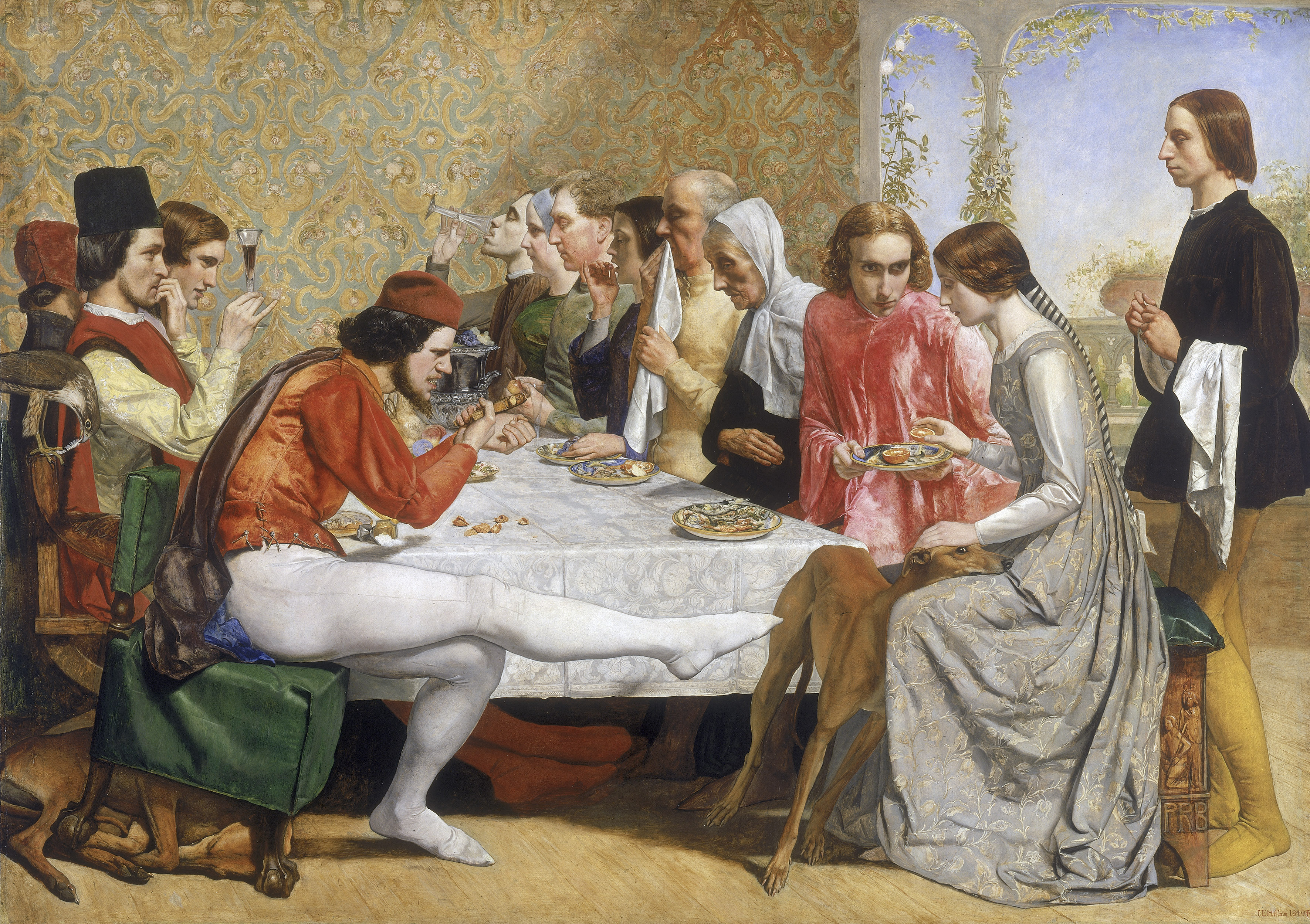
John Everett Millais - Isabella
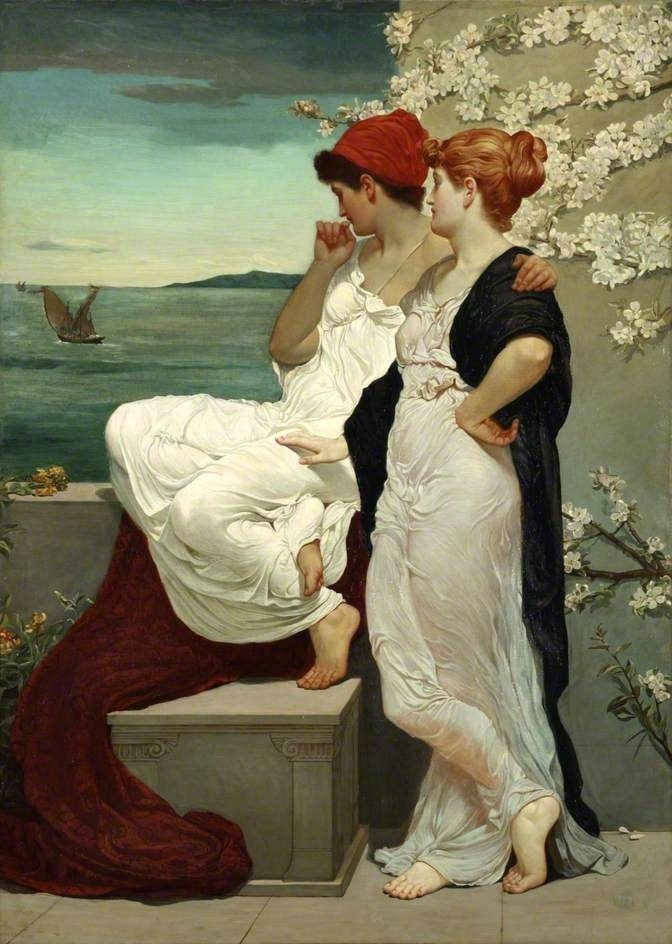
Robert Fowler - Mujeres de Fenicia
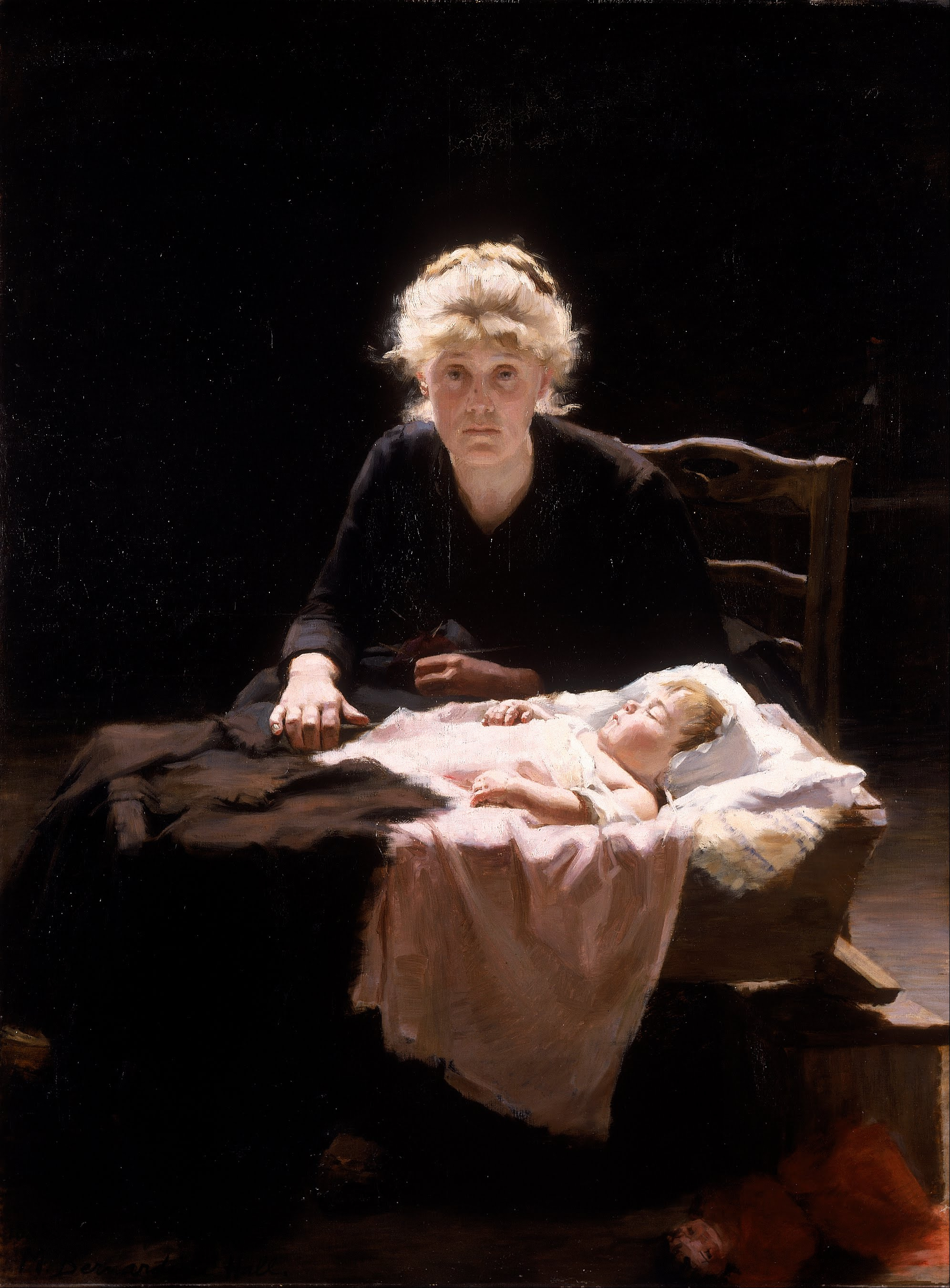
Margaret Bernadine Hall - Fantine
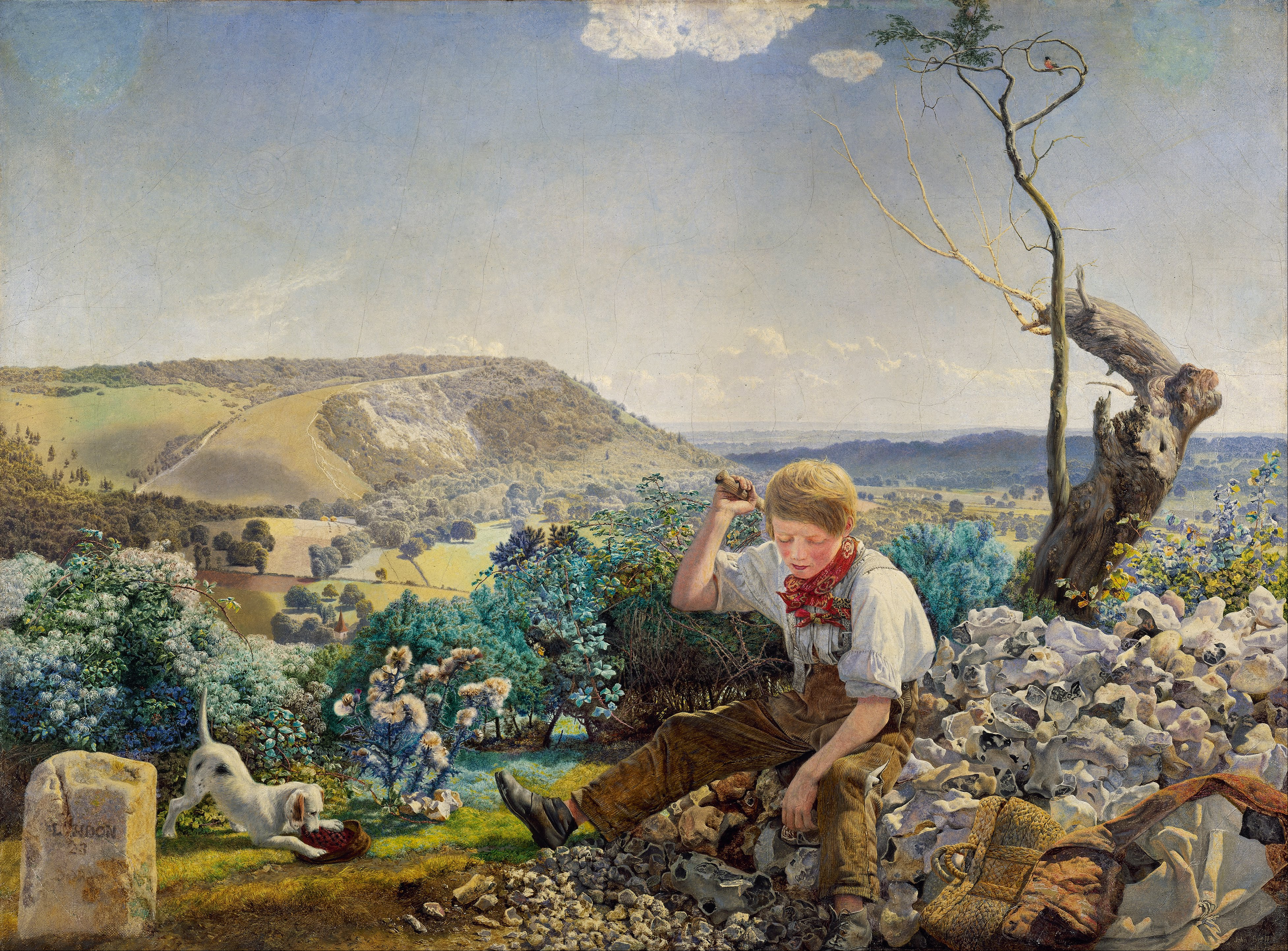
John Brett - El picapedrero
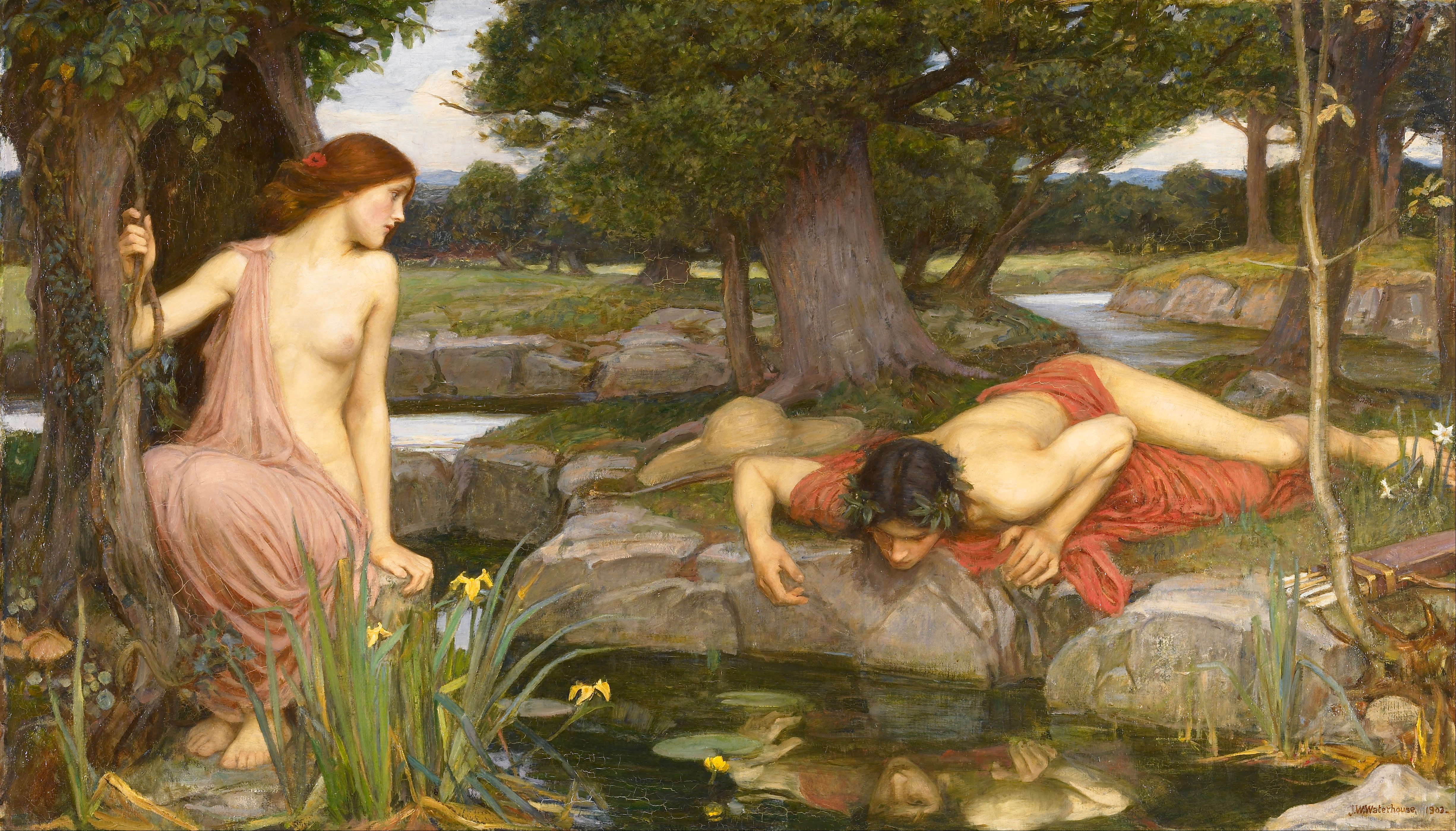
John William Waterhouse - Eco y Narciso
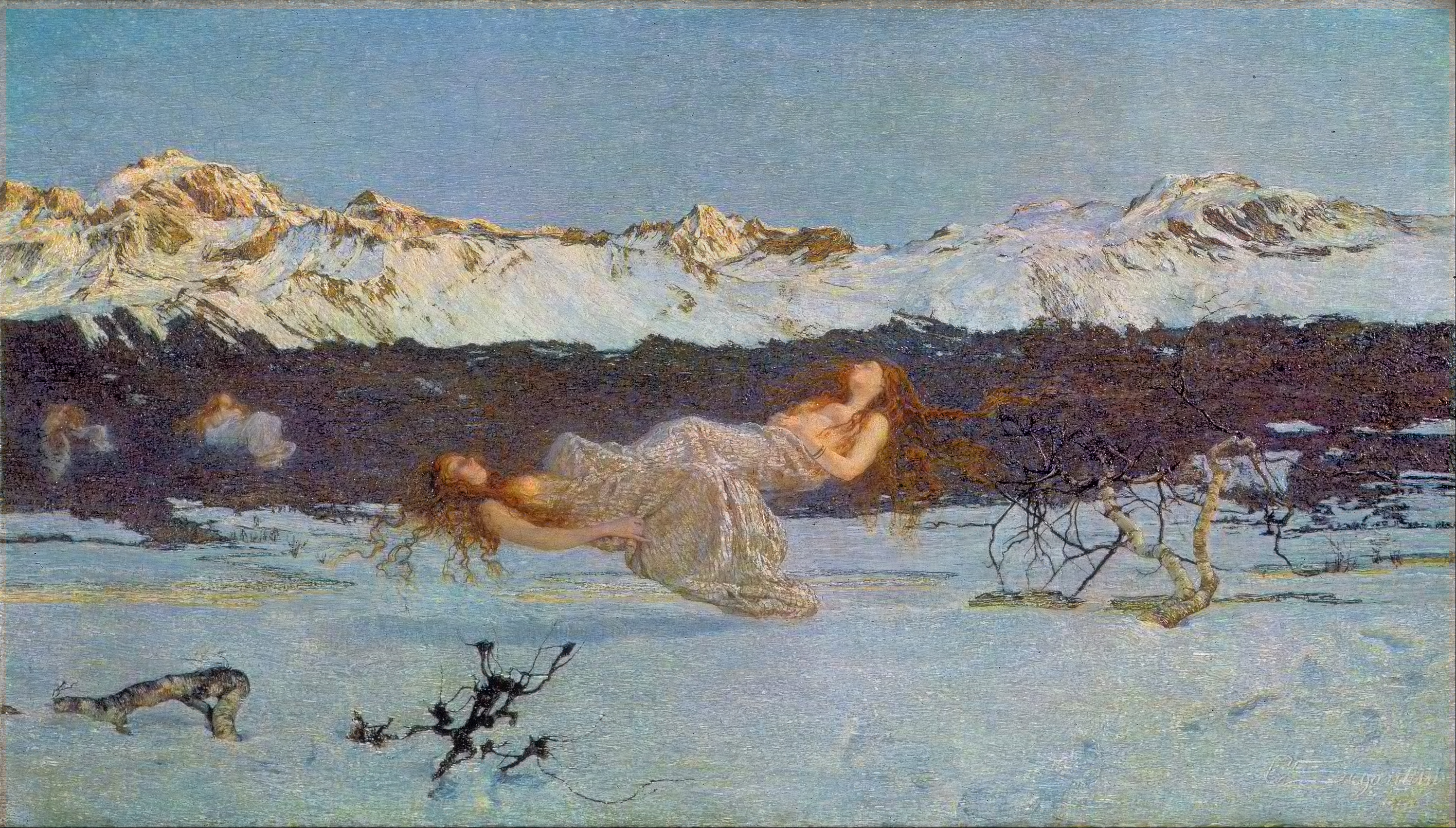
Giovanni Segantini - El castigo de la lujuria
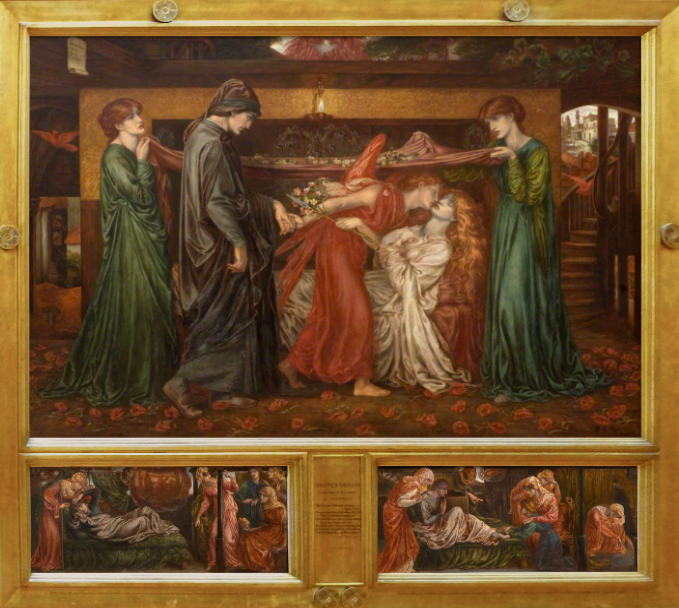
Dante Gabriel Rossetti - El sueño de Dante ante la muerte de su amada